# Neoserica bruneica
Neoserica bruneica är en skalbaggsart som beskrevs av Brenske 1899. Neoserica bruneica ingår i släktet Neoserica och familjen Melolonthidae. Inga underarter finns listade i Catalogue of Life.